# Motte féodale d'Omal
La motte féodale d'Omal est un site classé de la section d'Omal faisant partie de la commune de Geer en Belgique (province de Liège).

## Localisation
La motte castrale se situe dans le village hesbignon d'Omal, le long de Basse Vôye, au sein d'un espace boisé  et au sud d'une pépinière.

## Historique
Comme toutes les mottes castrales, celle d'Omal a été érigée pendant le Haut Moyen Âge (entre le Ve et le XIe siècle).  
Cette motte castrale était autrefois complètement entourée de palissades et de douves provenant des eaux du ruisseau d'Omal coulant au pied oriental.  Un donjon, une forteresse ou un castellum était érigé en son sommet.

## Description
La motte castrale médiévale se résume aujourd'hui à une butte arborée avec une base plus ou moins circulaire d'un diamètre d'environ 25 mètres.

## Classement
La motte féodale est reprise sur la liste du patrimoine immobilier classé de Geer depuis le 23 septembre 1988
.

### Sources et liens externes
- Mapcarta.com